# 幸若知加子
幸若 知加子（こうわか ちかこ、1月9日 - ）は、幸若舞継承者子孫。

## 略歴
五大流派の一つ正派若柳会前会長の若柳鵬翁（祖父）（公社）日本舞踊協会顧問 正派若柳会特別相談役 若柳吉三次（父）に東京都にて生まれる。最も古い幻の舞と呼ばれる幸若舞の子孫。1984年（昭和59年）二代目若柳吉三次取立て名取となる。若柳 恵華（わかやぎ けいか）の名前をいただく。
恵華乃会／華乃会主催・日本舞踊協会城南ブロック委員・創作舞踊劇場会員・日本舞踊 21 準会員・創作自由市場実行委員。
現在は、日本や海外に日本舞踊家・幸若舞継承者子孫としての活動、伝統芸術文化を普及活動を実施。2014年（平成26年）4月より京都大学非常勤講師。
普及活動・指導者としての活動の一部として東京新聞主催全国舞踊コンクール優秀指導者賞受賞をはじめ受賞歴多数。

## 受賞歴
第3回日本舞踊大会賞や各流派合同新春舞踊大会にて 過去10回奨励賞3回大会賞受賞。会長賞受賞。

### 指導者賞受賞歴
- サンリオ主催 第7回日本舞踊サンリオジュニアコンテスト優秀指導者賞受賞
- サンリオ主催 第8回日本舞踊サンリオジュニアコンテスト優秀指導者賞受賞
- サンリオ主催 第9回日本舞踊サンリオジュニアコンテスト
- 第63回東京新聞主催全国舞踊コンクール優秀指導者賞受賞
- 第64回東京新聞主催全国舞踊コンクール優秀指導者賞受賞

## 舞台歴

### 日本舞踊
- 羽田国際エアーターミナル出国エリアにて世界初 16 K 36 面マルチディスプレイにて、世界遺産映像と交互に毎時・6回、24時間放映中。若柳恵華「桜姫」役 日本のイメージ「春 桜」・「夏七夕娘・織姫の夢」「秋 かぐや」撮影放映。
- 日本舞踊協会主催・国立劇場小劇場開催 新作公演「かぐや」主演

### 幸若舞
- 東京コレクション2018年春夏コレクションが、2017年10月18日に、東京・渋谷ヒカリエにて、幸若舞「敦盛」オープニングにて参加。
- 2020年10月22日の即位礼正殿の儀が行われた日、日比谷公園ガーデニングショーで新天皇即位のお祝いの舞。
- 2020年11月23日新嘗祭が大嘗祭という記念の年となり11月23日（創作の森おびな）11月24日（山梨ベーコンフェスティバル2019特設ステージ）にて五穀豊穣・子孫繁栄を祝う幸若舞の演目『幸若三番叟』（こうわかさんばそう）を披露。
- 2021年3年5月11日、100年に一度の大祭、聖徳太子1400年御遠忌大法会結願式にて、幸若舞「和」を奉納（於、叡福寺）。
- 2023年3月18日、富岡八幡宮にて「幸若三番叟」を奉納する。